# Looking for Jack
| Críticas profissionais | Críticas profissionais |
| Avaliações da crítica  | Avaliações da crítica  |
| Fonte                  | Avaliação              |
| ---------------------- | ---------------------- |
| allmusic               | link                   |

Looking for Jack é o álbum de estreia do cantor escocês Colin Hay, lançado em 1987.

## Faixas
Todas as faixas por Colin Hay, exceto onde anotado.
1. "Hold Me" — 4:09
2. "Can I Hold You?" — 3:35
3. "Looking for Jack" (Jeremy Alsop, Hay) — 4:10
4. "Master of Crime" — 4:57
5. "These Are Our Finest Days" — 4:07
6. "Puerto Rico" — 4:28
7. "Ways of the World" — 4:05
8. "I Don't Need You Anymore" — 3:04
9. "Circles Erratica" — 4:02
10. "Fisherman's Friend" — 5:31

## Desempenho nas paradas musicais
| Parada musical (1987)          | Posição |
| ------------------------------ | ------- |
| Estados Unidos - Billboard 200 | 126     |